# Nur-Kolonia Wschodnia
Nur-Kolonia Wschodnia (prononciation : [ˈnur kɔˈlɔɲa ˈfsxɔdɲa]) est un village polonais de la gmina de Nur dans le powiat d'Ostrów Mazowiecka de la voïvodie de Mazovie dans le centre-est de la Pologne.

## Histoire
De 1975 à 1998, la gmina est attachée administrativement à le Powiat de Zambrów dans la voïvodie de Łomża.